# Chiński snooker

Chiński snooker na czerwonej bili. W zagraniu przeszkadza bila żółta i gracz powinien skorzystać z wysokiego mostka lub dotrzeć do czerwonej bili po uderzeniu od bandy (wykonać zagranie pośrednie).

Chiński snooker – w snookerze takie ustawienie białej bili, przy którym następne zagranie jest utrudnione ze względu na bezpośrednie sąsiedztwo innej bili z bilą białą. Gracz musi wtedy stosować niestandardowe ułożenia palców lub skorzystać z przyrządu i zwykle ma bardzo ograniczoną możliwość stosowania rotacji bądź też musi zagrywać z rotacją górną, co w konsekwencji prowadzi do bardzo utrudnionego pozycjonowania białej bili po uderzeniu. 

## Pochodzenie terminu
W treści tej sekcji od 2014-01 występują prawdopodobnie wyrażenia zwodnicze, co nie jest zgodne z zasadami przyjętymi w Wikipedii.
 Po wyeliminowaniu niedoskonałości należy usunąć szablon [[Szablon:Dopracować|]] z tej sekcji.
Jest wiele teorii na temat powstania nazwy chiński snooker, lecz nie ma pewności co do jej pochodzenia. Jedna z hipotez głosi, że nazwę wymyślili Anglicy, którzy twierdzą, że w Chinach wszystko dzieje się odwrotnie (biała bila znajduje się nie za, lecz przed jakąś bilą, biorąc pod uwagę zwrot najbliższego uderzenia, a więc odwrotnie niż w przypadku klasycznego ustawienia snookera).